# أندريا بروس
أندريا بروس (بالإنجليزية: Andrea Bruce) هي لاعبة قفز طويل جامايكية، ولدت في 10 يوليو 1955 في أبرشية سانت إليزابيث ‏ في جامايكا.

## وصلات خارجية
- أندريا بروس على موقع الاتحاد الدولي لألعاب القوى (الإنجليزية)
- أندريا بروس على موقع أوليمبيديا (الإنجليزية)
- أندريا بروس على موقع اتحاد ألعاب الكومنولث (مؤرشف) (الإنجليزية)